# In my space
「in my space」（イン・マイ・スペース）は、鈴村健一の5枚目のシングル。2010年7月7日にLantisから発売された。

## 概要
前作「and Becoming」から約6ヶ月ぶりのリリースで、2010年2作目のリリースとなった。CDは表題曲とカップリング曲のみでoff vocalは収録されていない。PVを収録したDVDが同梱されている。

## 収録曲
（全作詞：鈴村健一）
1. in my space [4:22]
作曲・編曲：宮崎誠
2. トハイヱ [3:43]
作曲：TODA KOHEI、編曲：菊谷知樹

## DVD
1. in my space（PV）

## 収録アルバム
| 曲名        | 収録アルバム                | 発売日       | 備考                  |
| ----------- | --------------------------- | ------------ | --------------------- |
| in my space | 『CHRONICLE to the future』 | 2011年3月9日 | 2ndオリジナルアルバム |
| トハイヱ    | 『CHRONICLE to the future』 | 2011年3月9日 | 2ndオリジナルアルバム |